# Lumino
Lumino es una comuna suiza del cantón del Tesino, localizada en el círculo y distrito de Bellinzona. Limita al norte y este con la comuna de San Vittore (GR), al sureste con Roveredo (GR), al sur y suroeste con Arbedo-Castione, y al occidente con Claro.

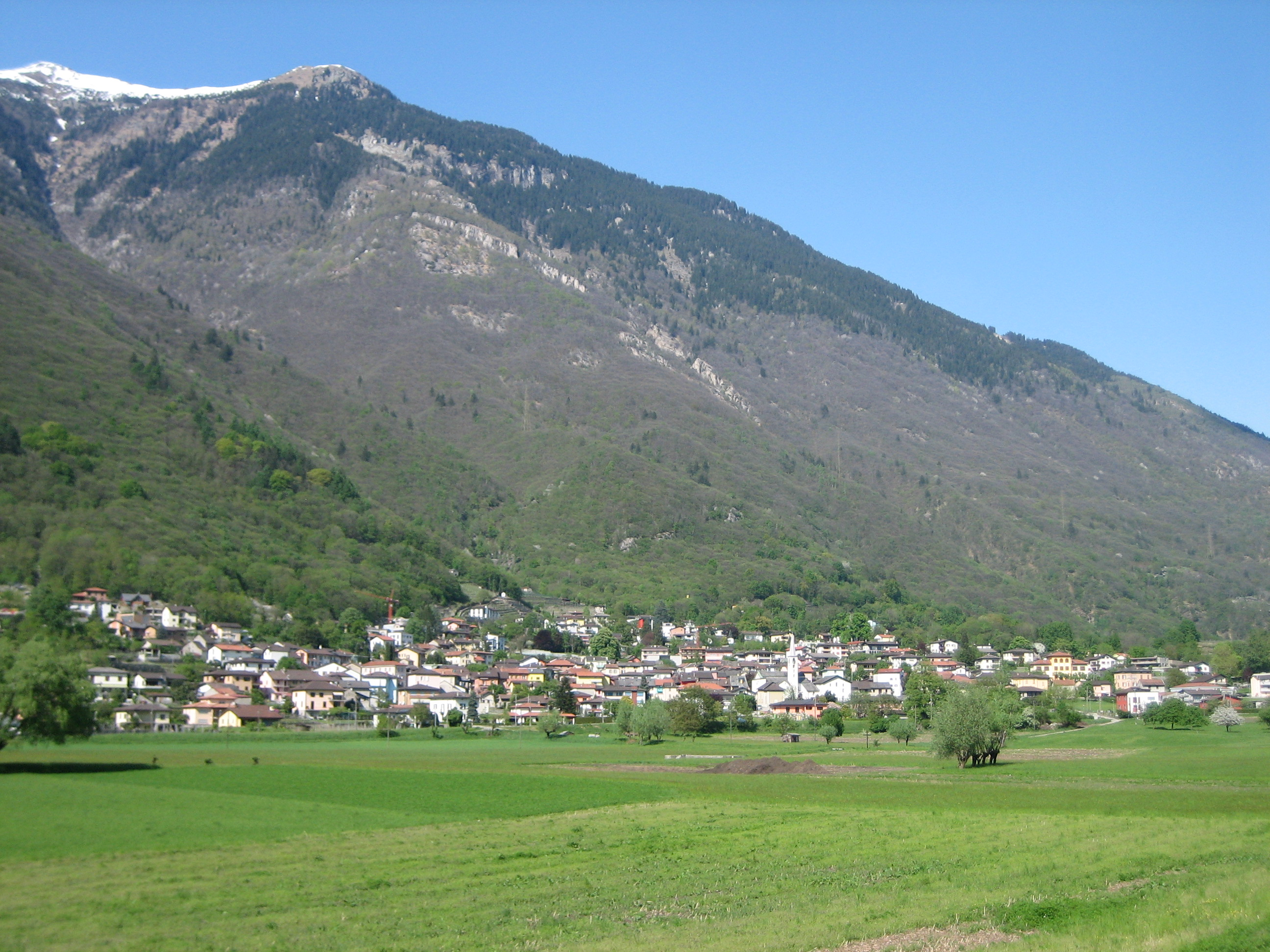
Vista de Lumino.